# Metroid Prime Trilogy
Metroid Prime Trilogy es un título de aventura y acción en primera persona desarrollado por el estudio estadounidense Retro Studios y distribuido por Nintendo para la consola Wii.
Se trata de un recopilatorio que recoge los títulos Metroid Prime (originalmente lanzado para Nintendo GameCube el 19 de noviembre de 2002), Metroid Prime 2: Echoes (Nintendo GameCube, 15 de noviembre de 2004) y Metroid Prime 3: Corruption (Wii, 27 de agosto de 2007).
Es el undécimo título lanzado de la serie, precedido por Metroid Prime 3: Corruption y seguido por Metroid: Other M, título de acción desarrollado por Nintendo y Team Ninja (Tecmo). Fue el último título de la saga "Metroid" desarrollado por Retro Studios, pues el estudio se alejó de la saga para trabajar en Donkey Kong Country Returns (Wii) y Donkey Kong Country: Tropical Freeze (Wii U), hasta que, después de dos años de haber sido anunciado, Metroid Prime 4: Beyond tuvo que reiniciar su desarrollo después de que el desarrollador original (reportado como Bandai Namco) abandonó el proyecto, siendo este traspasado a la desarrolladora antes mencionada, que lleva trabajando en el título desde principios de 2019.

## Jugabilidad
La jugabilidad de cada título de la colección es, sin duda, el punto más importante de cada juego y ha sido cuidadosamente tratado por los desarrolladores para que, a pesar de la nueva perspectiva en 3D, los elementos característicos de la saga en 2D se respetaran y fueran correctamente implementados en la nueva interfaz.

### Modos de juego
Metroid Prime Trilogy ofrece dos modalidades de juego.
La primera son las partidas de un jugador (un fichero para cada título de la trilogía) para conocer la historia. El otro, secundario, es el modo multijugador de Metroid Prime 2: Echoes en el que de 2 a 4 jugadores pueden competir. Echoes se convirtió en el primer Metroid en incorporar un modo multijugador, pero lejos de ser halagado, los medios lo perfilan como un pobre añadido. El multijugador incluye varias armas y objetos, algunos exclusivos (como el Visor de Hackeo, dispositivos de invisibilidad...), escenarios y músicas de Echoes junto con dos modalidades de juego: un modo de "todos contra todos" y uno de recoger monedas. En ambos casos el jugador con mayor número de puntos es el ganador. Al analizar Metroid Prime Trilogy los medios han criticado que se portara intacto el multijugador, salvo por el sistema de control, y no se haya actualizado para incluir una modalidad en línea.

### Elementos del juego
La saga Metroid Prime combina la exploración exhaustiva del entorno y la resolución de rompecabezas con una vista subjetiva desde los ojos de la protagonista que le otorga ciertos toques de videojuego de disparos en primera persona. Así el jugador debe ir abriéndose camino por los diferentes planetas a explorar cumpliendo ciertas tareas para lograr avanzar (obtener un objeto determinado, eliminar cierto jefe...) Para ello la protagonista goza de un amplio catálogo de habilidades y armas a utilizar que va recogiendo a lo largo del juego. Al poco tiempo de comenzar cada título Samus, de un modo u otro, pierde muchas o la totalidad de sus habilidades que deberá ir recuperando según avanza en la aventura.
Al mismo tiempo que se va actualizando el inventario también se debe hacer con el Banco de Datos. Este submenú almacena todos los datos recogidos considerados importantes que, principalmente, marran las historias de las razas que vivieron o viven en el planeta correspondiente y los informes de las actividades de los piratas espaciales en dicho lugar. Las entradas al Banco de Datos también se extienden a las descripciones de determinados objetos (como municiones, maquinarias y otros dispositivos, otros planetas...) y guarda también pistas para encontrar objetos clave como los Artefactos Chozo y las Llaves de los Luminarios.
Para explorar a lo largo de la aventura Samus cuenta con numerosos tipos de visor como el Visor de Escaneo para recaudar información y otros como el Visor de Infrarrojos, el Ecovisor, el Visor de Rayos X o el Visor de Órdenes que cumplen con su función correspondiente en el caso del último, por ejemplo, enviar órdenes a la nave de combate de la cazarrecompensas en Corruption. El visor básico y más utilizado es el Visor de Combate que incluye retícula para dirigir el cañón de Samus, contadores de munición (municiones de armas y/o de misiles) así como una barra de energía, un detector de peligro, un mapa de proximidad, un radar y el icono del arma y visor que se está utilizando en ese momento. El Visor de Combate de Corruption se simplificó drásticamente para incluir solo un contador de misiles, el radar, el mapa y el indicador de vida que se sustituye por una barra de Phazon al entrar en Hiperestado.
El inventario de Samus también se considerablemente amplio e incluye armas para el cañón del traje, actualizaciones para el Traje Climático, como el Traje Gravitatorio (solo Prime), el Traje Oscuro (solo Echoes) o el Traje PDP (solo Corruption) así como para la Morfosfera. En este submenú se encuentra, una vez conseguido el objeto, información detallada del mismo, así como de otros objetos como Tanques de Energía, Expansiones de Misiles, mejoras de la nave de combate en Corruption... En la tercera entrega también se pueden consultar los créditos conseguidos hasta el momento. Las armas para el cañón incluyen el Rayo estándar, el Rayo de Plasma, el Rayo Aniquilador (solo Echoes) o el Rayo Nova (solo Corruption) entre otras; la Morfosfera se puede actualizar con modelos de Turbosfera y Aracnosfera así como las armas que incluyen Bombas estándar y Bombas de Energía, mucho más potentes. Otro elemento imprescindible es el Rayo Enganche que en Corruption tiene varios modelos

## Adaptación a Wii

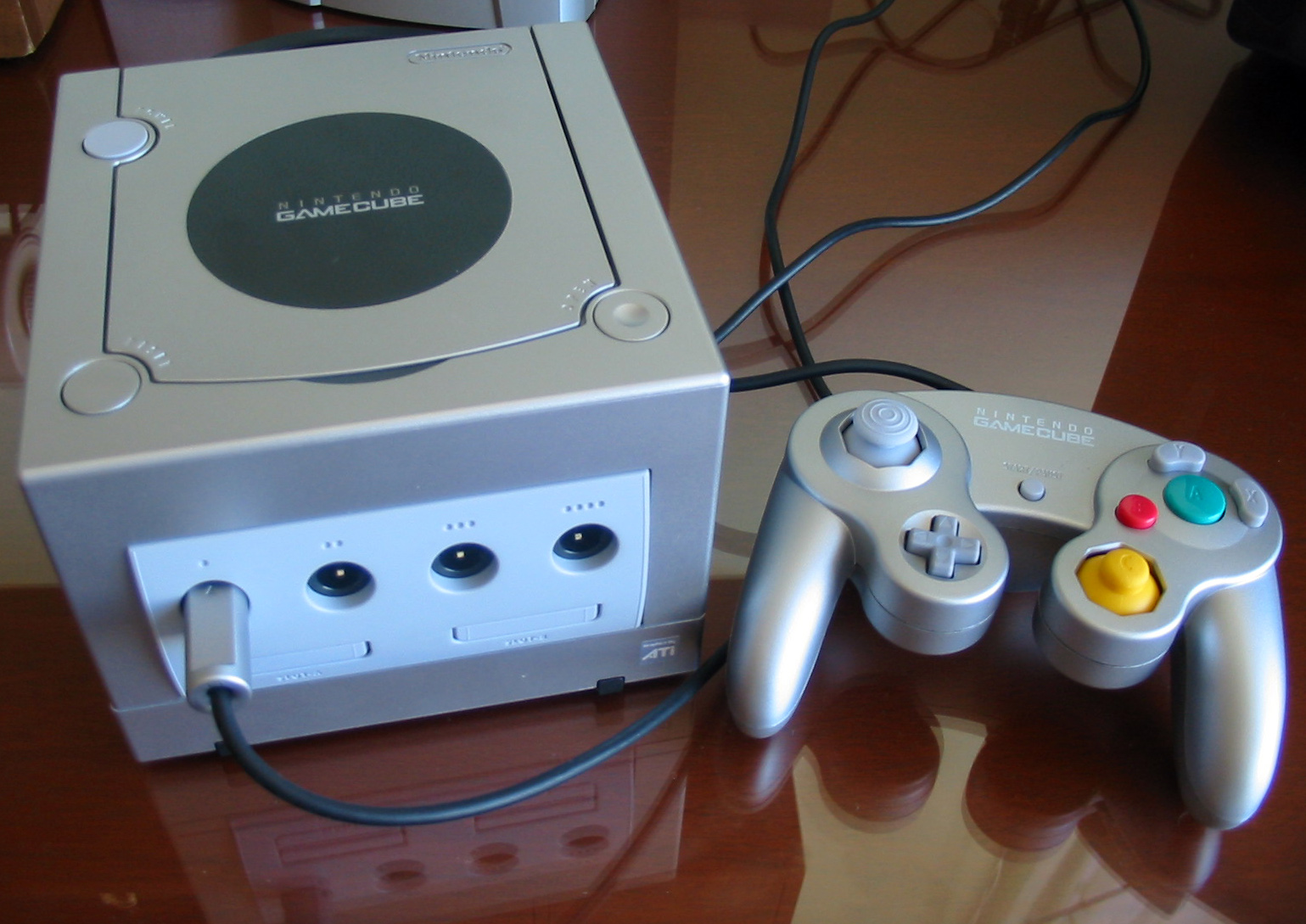
La Nintendo GameCube es la plataforma original de Prime y Echoes.

Metroid Prime Trilogy incorpora mejoras y varias diferencias respecto a los juegos originales.
El sistema de control de las dos primeras entregas se ha actualizado para utilizar el control mediante el mando de Wii y el Nunchuk desarrollado para el tercer episodio y hereda todas sus características. De esta manera se puede elegir nivel de sensibilidad de giro y la opción de bloquear el puntero mientras se tiene un objetivo fijado. Este sistema de control permite, al contrario que el de doble stick, moverse mientras se dispara y se observa el entorno. Prime y Echoes han perdido, sin embargo, la compatibilidad con el mando de Nintendo GameCube. No hay ningún cambio para Corruption.

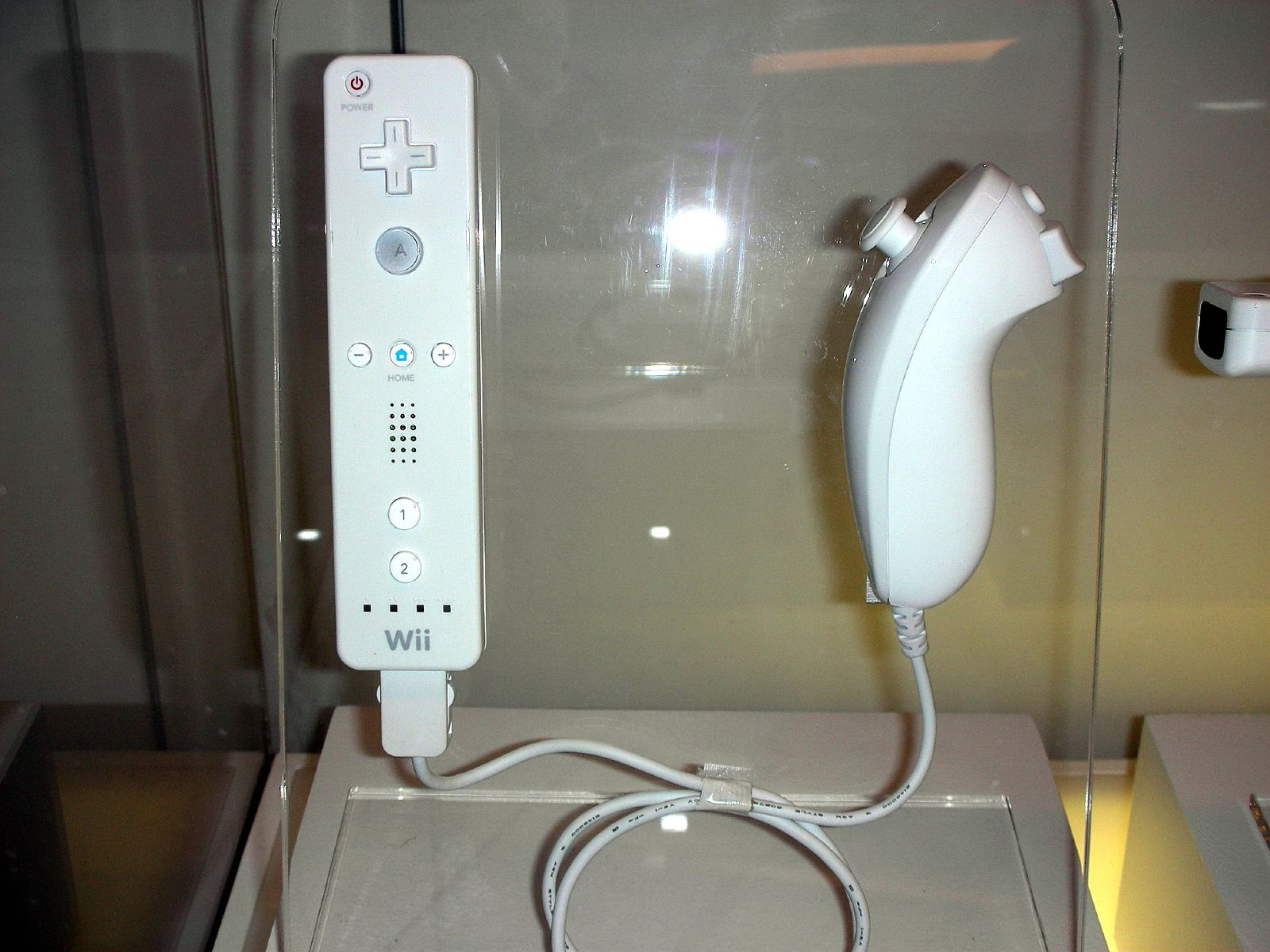
El sistema de control mediante el mando de Wii y el Nunchuk para Prime y Echoes es el principal atractivo de Metroid Prime Trilogy.

El apartado gráfico también se ha actualizado. Mientras que Corruption se mantiene intacto, Prime y Echoes son ahora compatibles con pantalla panorámica (16:9) opcional, se han añadido efectos de resplandor difuminado (bloom lightning) en la iluminación, las texturas cuentan ahora con mayor resolución y son compatibles con HDTV (480p) mediante el uso del cable por componentes para televisores de alta definición.
El apartado jugable también ha sido actualizado para los dos primeros títulos, manteniendo a Corruption intacto. El sistema de créditos que ya aparecía en Corruption se ha implantado en los dos primeros títulos, aunque en menor cantidad. Prime y Echoes solo cuentan con dos tipos de créditos, naranja para el primero, morado para el segundo y plateado para ambos, que se consiguen al derrotar a los jefes finales o cumplir una determinada tarea, pero no se obtienen créditos por escanear documentos o enemigos y rejugar el título en dificultades superiores no otorga más créditos y no existen tarjetas y créditos de amigo para éstos, al contrario que para Corruption. El modo "normal" y "difícil" de los originales son ahora "veterana" e "hipermodo" respectivamente y se ha añadido un modo "normal" más fácil que el modo normal de las entregas originales que sirve para que los nuevos jugadores conozcan el título antes de afrontar en el reto que supone una mayor dificultad. El hipermodo, como el modo difícil original se mantiene oculto hasta que la aventura se ha superado por primera vez.

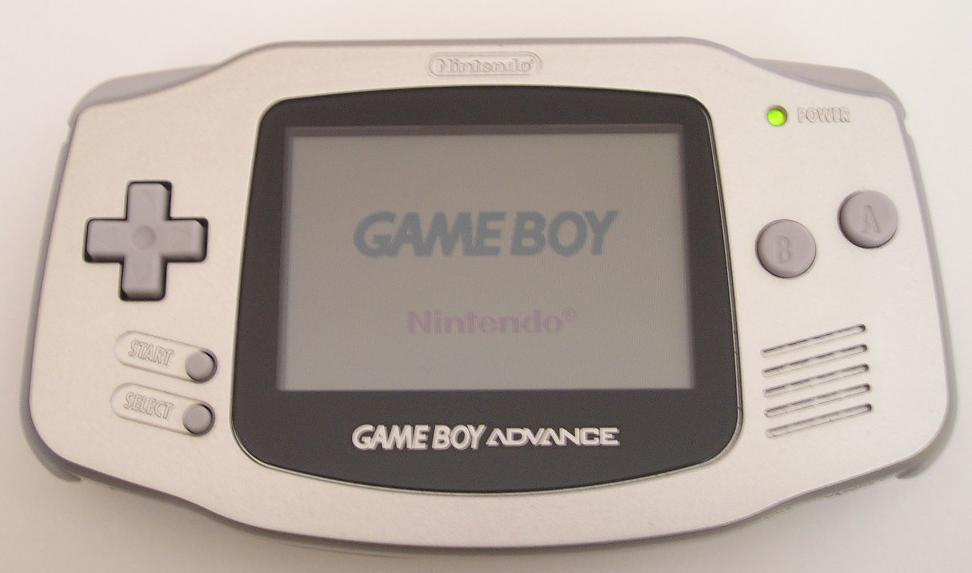
El Metroid Prime de Nintendo GameCube tiene conectividad con Metroid Fusion de Game Boy Advance para desbloquear extras.

Los extras del juego también se han actualizado, de nuevo manteniendo Corruption al margen. Como resulta lógico se ha eliminado la conectividad de Prime con Metroid Fusion de Game Boy Advance y, debido a la Consola Virtual se ha quitado el Metroid original de NES. El Traje Fusión solo para Metroid Prime se consigue ahora comprándolo con créditos al igual que sucede con las galerías de arte de este y Echoes. La sección de la banda sonora incluye una selección de temas de Prime y Echoes junto con la de Corruption (que incluye algunos temas distintos respecto de su versión individual) que se pueden comprar con los créditos. Los dioramas de la tercera entrega, como el Mii cabezón y las pegatinas de la nave regresan junto con la herramienta de capturas de pantalla que ahora es compatible también con las dos primeras entregas.

## Desarrollo
En 2004, mientras que Retro Studios terminaba el desarrollo de Metroid Prime 2: Echoes, el productor sénior Bryan Walker sugirió al presidente del estudio, Michael Kelbaugh, "hacer algo especial para los fans reuniendo todos los juegos en una edición 'trilogía' de coleccionista". Kelbaugh envió entonces la propuesta a Nintendo que dio luz verde al proyecto. El desarrollo de Metroid Prime Trilogy comenzó poco después del lanzamiento de Metroid Prime 3: Corruption en 2007. El desarrollo involucró solo a unos pocos del personal de Retro Studios ya que la mayoría se estaba ocupando del desarrollo de Donkey Kong Country Returns.

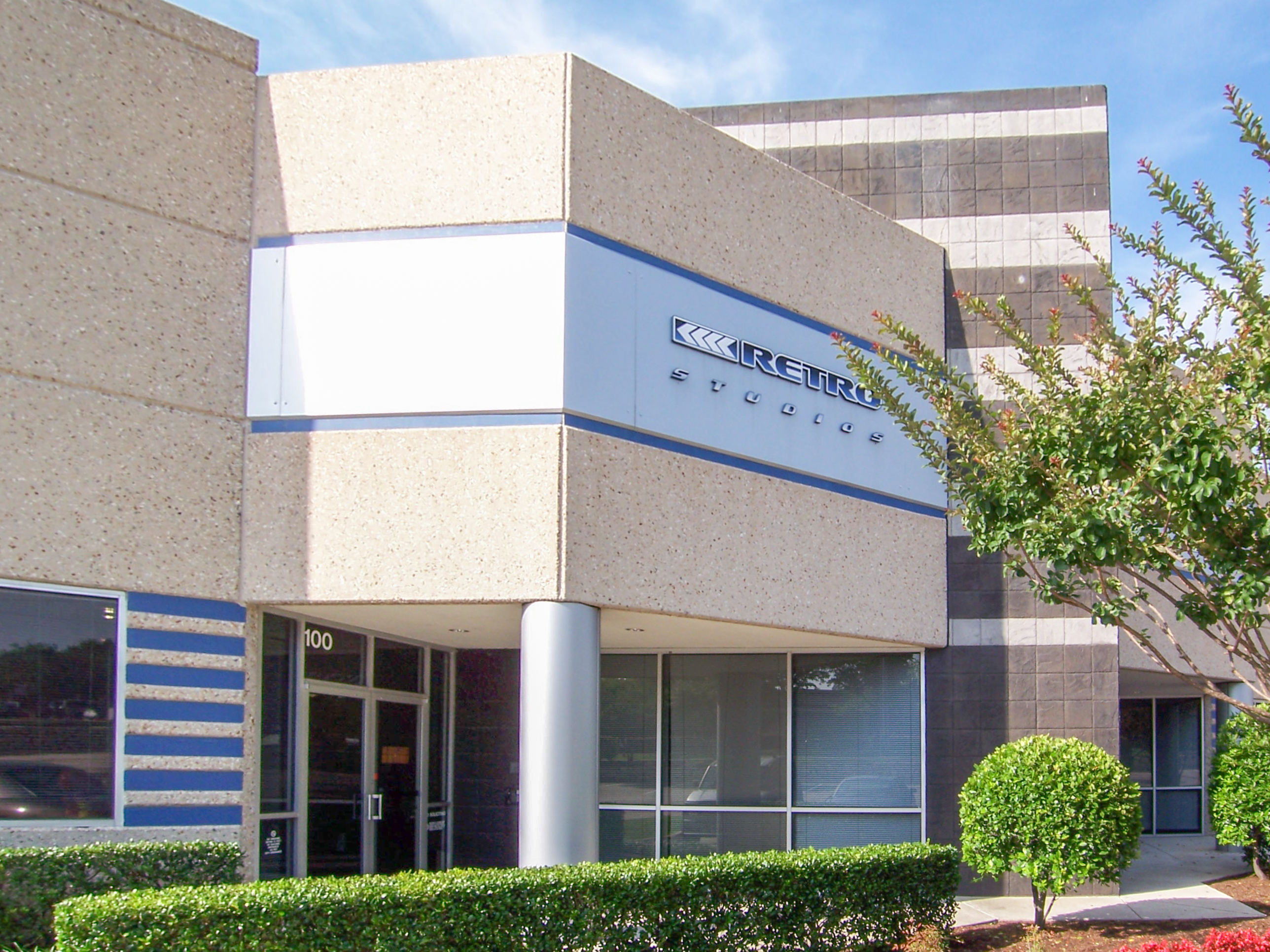
Retro Studios en Austin, Texas.

Walker consideró el recopilatorio como "una oportunidad de hacer de algo que ya has realizado algo mucho mejor". El diseñador sénior, Mike Wikan, declaró que los cambios más llamativos fueron mejorar la tasa de frames, reducir ligeramente los tiempos de carga y retocar las texturas para que hicieran uso de una resolución más alta. A Prime se le añadieron efectos de desplandor difuminado y a Echoes se le ajustó la dificultad para "hacerlo más accesible a aquellos que el original les intimidó". Para Corruption el objetivo era conseguir que el juego fuera más rápido y fluido que el original.

## Lanzamiento y recepción
El 2 de octubre de 2008 Nintendo presentó la serie New Play Control! con Prime y Echoes listados para Japón, pero cuando la colección se anunció para occidente ambos juegos (junto con Chibi-Robo!) fueron excluidos de la lista. En mayo de 2009, Metroid Prime Trilogy fue oficialmente anunciado por Nintendo para Norteamérica y poco después se confirmó su salida en Europa. Poco después se confirmaba también su salida en Australia.
Metroid Prime Trilogy salió el 24 de agosto en Norteamérica, el 4 de septiembre en Europa y el 15 de octubre en Australia. La colección no salió a la venta en Japón debido a las ediciones individuales de Prime y Echoes en la serie New Play Control!. El título salió exclusivamente en edición coleccionista al precio de una edición normal. Sin embargo existen diferencias de versión según el territorio. Mientras que todas las ediciones coinciden en incluir el disco de juego, manual de instrucciones y un folleto con algunas (no todas) imágenes inéditas y la historia de la trilogía, la edición norteamericana viene presentada en caja metálica y funda deslizante de plástico transparente mientras que en la edición PAL la caja el blanca normal y la funda es de cartón y no transparente. Como extra adicional y en exclusiva para Europa, el Club Nintendo sorteó 5000 códigos para descargar de forma gratuita el Metroid original de NES. Los requisitos eran ser uno de los 5000 primeros en registrar el juego y haber registrado con anterioridad al menos un título de la serie Prime. El 8 de enero de 2010 se informó de que Nintendo of America detenía la producción de Metroid Prime Trilogy. El 11 de enero Nintendo Australia también detuvo su producción. Nintendo of Europe, en cambio, aseguró que la producción de Metroid Prime Trilogy no se iba a detener en su región.
En agosto de 2013, el minorista con sede en EE. UU. GameStop anunció que adquirieron un importante stock de ejemplares de segunda mano de Metroid Prime: Trilogy, junto con Xenoblade Chronicles, otro juego que Nintendo publicó con un ciclo de impresión limitada. GameStop dijo que el juego está disponible para la compra exclusiva a través de su sitio web como un título de "vintage" (a pesar de ser puesto en libertad solo cuatro años anteriores) por 84,99 dólares, y "sin envoltorio", que sugiere que sus copias de segunda mano es utilizado poco o nunca, incluyendo club intacta códigos canjear Nintendo. Mientras que el precio es alto para un juego de segunda mano, que sea relativamente mucho más barato que otras copias del juego que se ofrecen por otros revendedores a través de sitios comerciales como eBay, ya que la demanda sigue siendo alta para Metroid Prime: Trilogy en contra de la baja oferta.
La colección obtuvo puntuaciones muy favorables y se perfila como uno de los títulos mejor valorados del catálogo de Wii. Por ejemplo, la web IGN otorgó al título un 9,5 alagando sus actualizaciones jugables y visuales y su extensa duración y considerándolo uno de los mejores pack recopilatorios de la industria del videojuego. MeriStation, sitio español especializado en el sector otorgó al título un 9 halagando los mismos aspectos que IGN. Ambos critican, en cambio, que el multijugador no tenga opción en línea.
En el Nintendo Direct del 14 de enero de 2015, se anunciaron las descargas digitales de juegos de Wii para Wii U, forzando el modo Wii de forma transparente al usuario, funcionando como una aplicación nativa de Wii U. Entre los juegos de lanzamiento se encuentra este título, disponible el 29 de enero de 2015. Consecuentemente a este hecho, los precios en el mercado de segunda mano del título se han desplomado, haciendo su adquisición poco interesante para los usuarios que ya poseen una Wii U.

## Diferencias entre versiones
Algunas diferencias observadas entre las versiones originales y las versiones de Trilogy.
Metroid Prime
- Se han eliminado los efectos gráficos del cañón de Samus al utilizar cualquier Rayo Recarga. Se nota especialmente cuando se usa el Rayo de Hielo: en el original de Nintendo GameCube el cañón se congelaba, mientras que en la versión del Wii, aunque suena el efecto de sonido, el cañón no se congela. Esto no sucede en Echoes ni en Corruption.

- Se han eliminado las ondulaciones del agua, apreciables cuando Samus se mueve por ella en forma de Morfosfera o dispara al líquido.

- Algunas entradas de "Legado Chozo" rezan una inscripción ligeramente distinta, aunque esto no altera la historia contada por la raza.

- Solo en las ediciones PAL y japonesa de Nintendo GameCube existe un narrador al comienzo y al final del juego que además habla al utilizar la entrada al cráter del impacto tras la batalla con Meta Ridley, diciendo "Tallon overworld" o "impact crater". En la versión de Trilogy se han eliminado estas dos líneas del narrador. En la edición japonesa el narrador habla, además, cuando cargas una partida citando el lugar donde te encuentras: "Fragate Orpheon", "Tallon overworld", "Chozo ruins", "Lava caves" (Cavernas Magmoor), "Ice valley" (Phendrana), "Phazon mines" o "Impact crater".

Metroid Prime 2: Echoes
- Se ha reajustado la dificulta de algunos jefes (como el Guardián de la Turbosfera o el Guardián de la Aracnosfera) atendiendo a las quejas que rodeaban en ese aspecto a la versión de Nintendo GameCube.

- Se han arreglado algunos defectos de traducción como "Ing" o "Luminoth" por "Oscuro" y "Luminario" respectivamente. No se trata exactamente de una mala traducción, sino de haber dejado los nombres originales en inglés.

Metroid Prime 3: Corruption
- Solo en la edición norteamericana, el Almirante Dane durante la reunión con los cazarrecompensas (al ser atacados por los piratas) dice "No!" en lugar de "Damn!" ("¡maldición!"), para suavizar el lenguaje. En la edición individual PAL del juego esto ya había sido censurado.[16]

- En la sección de banda sonora del menú principal se han sustituido los temas "Bryyo de las Espinas" y "Combate Metroide" por los temas "Campeón Poseído" y "Unidad Aurora 313".

Comunes:
- En las tres entregas se han intercambiado la posición de algunos documentos escaneables que entran en el Banco de Datos, para ordenarlos mejor a lo largo de la aventura.

- Los tiempos de carga son ligeramente más cortos respecto de los originales para todas las entregas pero, en la que menos se aprecia es en Corruption.

- Prime y Echoes tienen una salida de audio con un volumen más bajo respecto de Corruption, especialmente la segunda entrega.